# Laeva (gemeente)
Laeva (Estisch: Laeva vald) was een gemeente in het noordwesten van de Estische provincie Tartumaa. De gemeente telde 745 inwoners op 1 januari 2017 en had een oppervlakte van 233,1 km².
De landgemeente Laeva was de dunst bevolkte van de provincie en telde zes dorpen: naast het hoofddorp Laeva (383 inwoners in 2020) telde ook Kärevere (111) meer dan honderd inwoners. Kämara, Siniküla, Väänikvere en Valmaotsa waren kleiner.
De gemeente werd in oktober 2017 bij de gemeente Tartu vald gevoegd.
In de gemeente Laeva lag een deel van het natuurreservaat Alam-Pedja, het grootste van Estland.

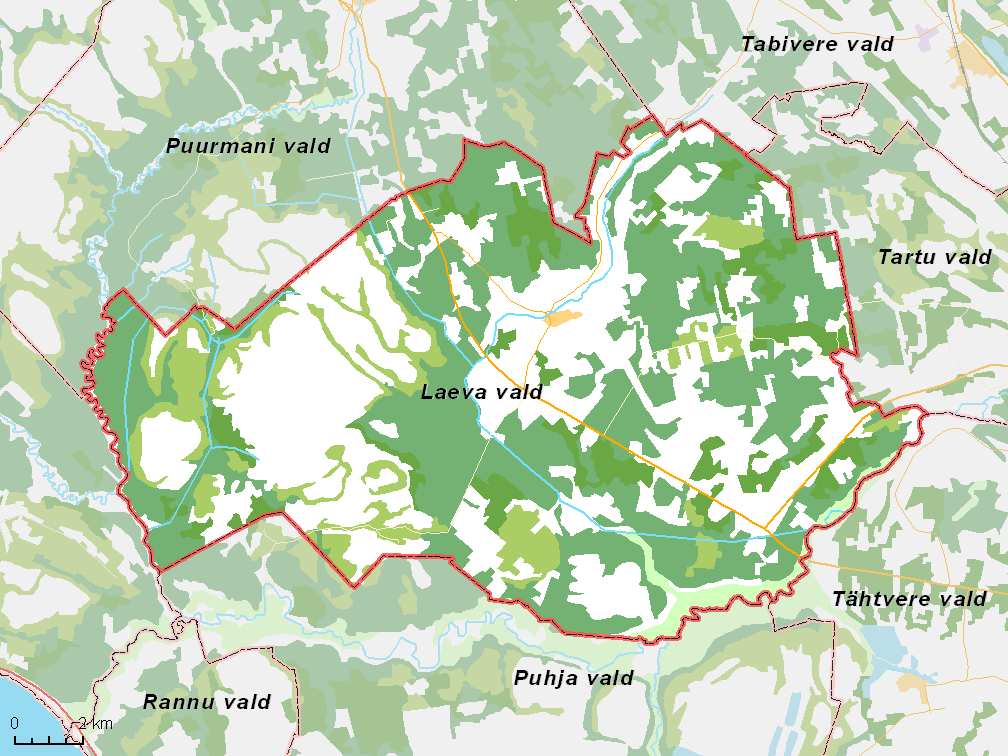
De gemeente met omliggende gemeenten, situatie van begin 2017